# سایرس واکر
سایرس واکر (به انگلیسی: Cyrus Walker) یک کشتی است. این کشتی در سال ۱۸۶۶ ساخته شد.